# Omar Souleyman
Omar Almasikh (Ras al-Ayn, 1966) conocido por su nombre artístico Omar Souleyman (en árabe: عمر سليمان) es un cantante sirio de música árabe y electrónica. Se caracteriza por hacer una versión modernizada de la música tradicional árabe y el dabke.
Comenzó su carrera en 1994, trabajando con un grupo de músicos con los que todavía colabora. Alrededor de 500 álbumes en vivo y de estudio han sido puestos en circulación bajo su nombre, gran parte de ellos son grabaciones realizadas en bodas y regaladas a las parejas, que luego se copian y se venden en los quioscos locales.

## Carrera musical
Comenzó su carrera en 1994 y su música ha llegado a un público más amplio en los últimos años debido al sello estadounidense Sublime Frequencies. Como resultado de ello, ha sido capaz de promocionarse internacionalmente y lanzar cinco álbumes. En 2011, Omar Souleyman actuó en Paredes de Coura en Portugal, en el Festival de Glastonbury de 2011, y el Chaos in Tejas en Austin, Texas, entre otros. En diciembre de 2013, actuó en el Concierto del Premio Nobel de la Paz en Oslo, Noruega. En 2018, actuó en Cáceres, en el festival WOMAD. También grabó tres remixes para Björk de la cara b de su álbum Biophilia, llamado Bastards. Desde 2007, él pasó a ser cultuado en el Occidente, pasando a presentarse en Europa, Canadá y Australia. La originalidad de su música se debe al hecho, de ser mezclados sonidos de teclados ululantes, con batidas electrónicas y vocales. Su música es influenciada por el danza folklórica Dabke, que combina la danza del círculo y los saltos sincronizados y se celebra ampliamente en bodas de la región del Levante mediterráneo (Siria, Jordania, Israel, Palestina, Líbano y Chipre).

## Discografía
Álbumes recopilatorios, lanzados por Sublime Frequencies:
- 2006: Highway to Hassake
- 2009: Dabke 2020
- 2010: Jazeera Nights
- 2011: Haflat Gharbia - The Western Concerts (2LP)

Lanzado por Sham Palace (sello propiedad de Sublime Frequencies):
- 2011: Leh Jani (2LP, reedición de casetes sirias)

- 2013: Wenu Wenu (Ribbon Music)
- 2015: Bahdeni Nami (Monkeytown Records)
- 2017: To Syria, with Love (Mad Decent)